# 安斎勝洋
安斎 勝洋（あんざい かつひろ、1945年 - 2018年9月15日）は、日本の占い師（姓名判断）、風水師である。自称「開運アドバイザー」。

## 人物
姓名学の田口益山と出会い占いの道へ。
開運に関して独自の哲学があるので、自分の名前も本名を使い改名はしていない。
姓名判断は、ひとつの姓名の総画数だけで一冊の本になると語っている。勉強するには知り合いを観るのがいいそうだ。
『笑っていいとも！』や『クイズ悪魔のささやき』などの番組に姓名判断・開運アドバイザーとして出演。アドバイス時に「これから運気がガッと上がりますよ(良くなりますよ)」で締めるのが定番だった。
2018年9月15日、大腸癌のため死去。73歳没。

## 出演
- 森田一義アワー 笑っていいとも!（コーナー出演、フジテレビ）
- クイズ悪魔のささやき（TBSテレビ）

## 著書
- 安斎流 究極の姓名判断（説話社）
- 姓名判断“安斎流”で運をつかむ（説話社）
- 安斎流 赤ちゃんの名づけ（説話社）
- 安斎流 秘伝風水（説話社）
- 安斎流 家族風水（説話社）
- 赤ちゃんに最高の名前を贈る本（扶桑社）
- 名前でわかるあなたと彼の相性診断（世界文化社）
- ハッピーインテリア風水（アスペクト）
- 開運人生の秘訣（KKベストセラーズ）